# Dário Monteiro
Dário Alberto Jesus Monteiro (Maputo, 27 febbraio 1977) è un ex calciatore mozambicano, di ruolo difensore.